# BelTA
Białoruska Agencja Telegraficzna (BiełTA) – państwowa agencja prasowa funkcjonująca na Białorusi, zasób propagandy państwowej. Agencja założona w 1918 roku.